# Holneiker Mendes Marreiros
Holneiker Mendes Marreiros (sinh ngày 25 tháng 4 năm 1995) là một cầu thủ bóng đá người Brasil player cho Tochigi SC. Anh thi đấu cho Zweigen Kanazawa.

## Sự nghiệp thi đấu
Mendes gia nhập a câu lạc bộ tại J2 League, Zweigen Kanazawa, năm 2015; anh sau đó chuyển đến Tochigi SC trong mùa giải 2017.

## Thống kê câu lạc bộ
Cập nhật đến ngày 31 tháng 1 năm 2018.
| Thành tích câu lạc bộ | Thành tích câu lạc bộ | Thành tích câu lạc bộ | Giải vô địch | Giải vô địch | Cúp                   | Cúp                   | Tổng cộng | Tổng cộng |
| Mùa giải              | Câu lạc bộ            | Giải vô địch          | Số trận      | Bàn thắng    | Số trận               | Bàn thắng             | Số trận   | Bàn thắng |
| Nhật Bản              | Nhật Bản              | Nhật Bản              | Giải vô địch | Giải vô địch | Cúp Hoàng đế Nhật Bản | Cúp Hoàng đế Nhật Bản | Tổng cộng | Tổng cộng |
| --------------------- | --------------------- | --------------------- | ------------ | ------------ | --------------------- | --------------------- | --------- | --------- |
| 2015                  | Zweigen Kanazawa      | J2 League             | 4            | 0            | 0                     | 0                     | 4         | 0         |
| 2016                  | Zweigen Kanazawa      | J2 League             | 11           | 2            | 2                     | 0                     | 13        | 2         |
| 2017                  | Zweigen Kanazawa      | J2 League             | 0            | 0            | 0                     | 0                     | 0         | 0         |
| 2017                  | Tochigi SC            | J3 League             | 11           | 0            | 0                     | 0                     | 11        | 0         |
| Tổng                  | Tổng                  | Tổng                  | 25           | 2            | 2                     | 0                     | 27        | 2         |